# Kasteel Van der Vorst
Het Kasteel Van der Vorst of Kasteel van Loonbeek is een kasteel in Loonbeek in de gemeente Huldenberg in de Belgische provincie Vlaams-Brabant. Het kasteel ligt ten oosten van het dorp aan de overzijde van de rivier de IJse aan de rand van het Margijsbos.

## Geschiedenis
In de 14e eeuw behoorde de heerlijkheid Loonbeek toe aan de familie van Wilren en in de 15e eeuw aan de heren van Huldenberg. In 1500 werd het goed door Wouter van Huldenberg aan kanselier Jan van der Vorst verkocht. Tijdens de godsdienstoorlogen zou het kasteel met bijgebouwen bijna volledig verwoest zijn door brand.
In 1663 verhief men Loonbeek tot baronie.
Na talloze eigenaars te hebben gehad, stond het kasteel tot aan de Eerste Wereldoorlog leeg. Na deze oorlog werd al het meubilair uit het kasteel gestolen. Tevens werd een deel van de gebouwen afgebroken en werden de grachten rond het kasteel gedempt.